# William Scoresby Routledge
Pour les articles homonymes, voir William Routledge et Routledge.
William Scoresby Routledge, né le 28 mars 1859 et mort en 1939, est un ethnologue britannique, anthropologue et aventurier membre (fellow) de la Royal Geographical Society. Avec son épouse, Katherine Routledge, il propose les premières ethnographies des Kikuyu (Afrique de l'Est) et des habitants de Rapa Nui (Île de Pâques).

## Biographie

### Jeunesse
William nait le 28 mars 1859 à Melbourne en Australie. Il est le premier enfant de William Routledge et d'Anne-Sophie Twycross, qui se sont rencontrés et mariés à Melbourne également. Il est nommé en l'honneur de William Scoresby, explorateur et baleinier de l'Arctique britannique, et ami de la famille. Scoresby passe ses premières années à Vaucluse, près de Richmond dans l'État de Victoria, avant de retourner en Angleterre vers 1867 avec ses parents et trois jeunes sœurs après le décès du frère de son père et associé d'affaires. Sa famille s'installe au lieu-dit Yarra-Yarra, au 3 Upperton Route d'Eastbourne dans le comté de Sussex.
William est le cousin germain du sismologue britannique John Milne (1850-1913), qui travaille au Japon pendant la Restauration Meiji.
Sa famille paternelle a ses racines en Nouvelle-Écosse, où son arrière-grand-père, le juge Thomas Chandler Haliburton, est député et auteur d'une importante histoire de la région : Historical and Statistical Account of Nova-Scotia. Les deux volumes sont publiés par Howe en 1830.

### Formation
Après avoir obtenu son diplôme en 1882 avec une maîtrise du Christ Church college, Université d'Oxford, Routledge étudie la médecine à l'University College Hospital, à Londres. En 1883, il remporte le prix de physiologie. Il est également élu à la Royal geographical Society, et en 1888 reçoit le prix Erichsen pour la chirurgie pratique. Il ne termine pas son diplôme de médecine.
Dans les années suivantes, il est élu à d'autres clubs, à savoir la Royal Cruising Society of Antiquaries, la Société Géologique de Londres, le Royal Anthropological Institute et membre de la Royal Geographical Society (1900). Celle-ci possède une collection de huit boîtes de notes de terrain, d'esquisses, de cartes et de photographies, pour la plupart inédites.

### Mariage
En 1906, lors d'un voyage à Naples pour voir les ruines de Pompéi, il rencontre Katherine Pease, universitaire d'Oxford. Le 1er avril 1906, à Naples, William Scoresby demande en mariage Katherine. Elle quitte finalement Naples sans lui donner de réponse à cause de l'éruption du Vésuve qu'elle perçoit comme un mauvais présage. Quelques semaines plus tard, ils se revoient à Toys Hill et elle accepte sa demande malgré le scepticisme de ses proches. En effet, le niveau social de la famille Routledge n'équivaut pas à celui des Pease. C'est pourquoi Wilson Pease exige une dot de 20 000 £. La famille Routledge admet facilement que William cherche à épouser une femme riche qui souhaite voyager. Le 6 août 1906, ils se marient à la Skinnergate Quaker Meeting House de Darlington,.
En tant qu'ethnographe et anthropologue, William Scoresby Routledge a passé sa vie à visiter et à documenter les cultures primitives qui changent et disparaissent au début du XXe siècle. Les Routledge le font ensemble, dans l'urgence, réalisant la nécessité historique de cette récolte sans laquelle ces cultures serait perdues pour toujours alors que les remous de la mondialisation commencent à se manifester.

### Décès
Il meurt le 31 juillet 1939 à Londres et est enterré au cimetière de Putney Vale.

## Expéditions

### Micmacs de Terre-Neuve
En tant qu'anthropologue, il travaille parmi les Mi'kmaq (Mic-macs) de Terre-Neuve. En 1915 The Times note que William vit avec les Micmacs dans le centre de Terre-Neuve, où il apprend la chasse et l'artisanat. Il décrit plus tard dans le livre qu'il co-écrit avec sa femme Katherine sur les Kikuyu, avoir voyagé pendant quatre mois pour une expédition de chasse au castor avec les Mic-Macs dans un pays densément boisé.

### Nyeri et les Kikuyu d'Afrique de l'Est
En 1902, Scoresby Routledge s'installe à Nyeri et entre en contact avec la tribu Kikuyu du Kenya, dans l'ancienne Afrique Orientale anglaise. Il établit un camp de base fixe à Fort Hall, qui est alors une région éloignée située à soixante milles au nord-est de Nairobi. Le camp comprend une salle en pierre pour les travaux photographiques. Des informations sur les coutumes indigènes sont rassemblées alors qu'il parcourt le pays avec des membres de la tribu ainsi que le soir en échangeant autour du brasier devant sa tente. Il rassemble 36 artefacts sur ce premier voyage qu'il présente au British Museum.

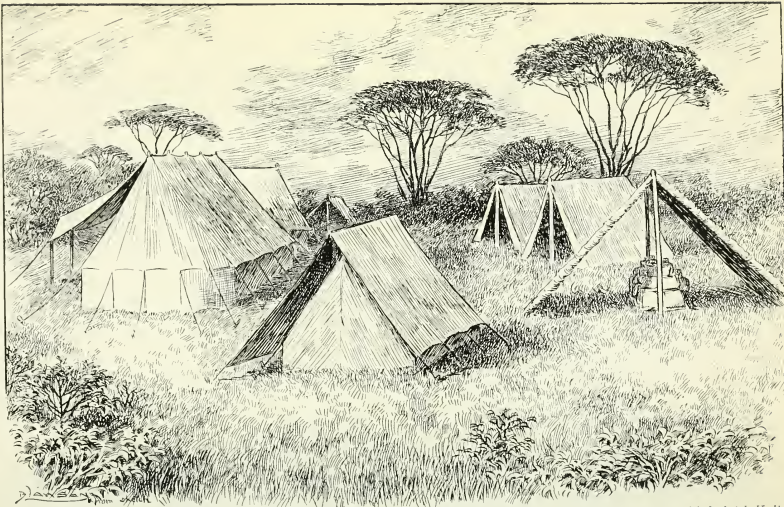
Croquis réalisé par Katherine Routledge de leur campement à proximité de Nyeri.

Le 11 décembre 1906, quatre mois seulement après leur mariage, William et Katherine partent en direction de Mombasa afin de rejoindre Nyeri. Ils projettent d'y vivre deux ans et organisent leur séjour sous forme d'expédition scientifique. En effet, Thomas Athol Joyce avait vivement encouragé William Scoresby à effectuer la collecte d'artéfacts Kikuyus supplémentaires pour le British Museum. Katherine ne démontre pas d'intérêt envers ces artéfacts, cependant, lorsque William lui présente son contact Kikuyu, elle se découvre des talents d'ethnographe et une passion pour ce sujet.
Tandis que William Scoresby se concentre sur les artefacts et les savoir-faire locaux, notamment en matière de métallurgie, Katherine perfectionne ses compétences ethnographiques en observant l'organisation sociale et en échangeant avec les femmes. Elle est en mesure de dessiner les fondements d'une organisation politique tribale,,.
Cependant, le climat politique au sein du district de Nyeri est tendu à cause de l'affaire Silberrad, du nom du commissaire de district, qui inclut de la prostitution enfantine et du trafic humain. L'affaire sera portée au Parlement.

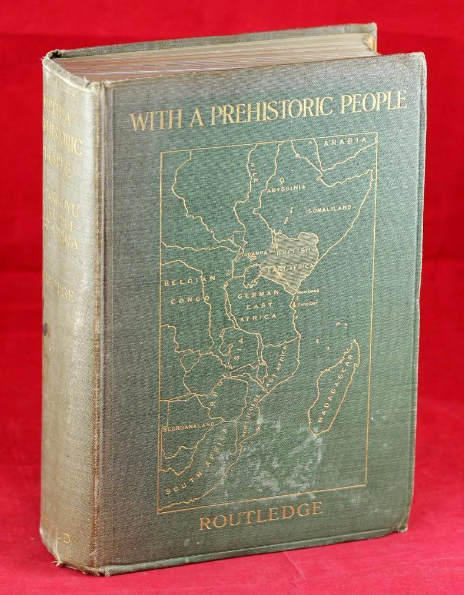
Couverture de With A Prehistoric People.

Au printemps 1908, le couple revient à Londres et participe à des congrès et conférence pour exposer le fruit de ses recherches. Ce travail de récolte est ensuite transféré au British Museum et au Pitt Rivers Museum. En 1910, ils publient conjointement un livre sur leurs recherches intitulé With A Prehistoric People,. L'accueil de cette publication est très bon et souligne l'importance de la documentation des traditions orales. De plus, la présentation d'auteur dans le livre met en valeur les actions individuelles de chacun au sein du couple, valorisant particulièrement les contributions effectuées par Katherine. Cependant, la qualité scientifique de l'ouvrage reste limitée par l'absence d'expérience ou de formation anthropologique au sein du couple. Certaines critiques pointent notamment les lacunes des auteurs sur des sujets abordés dans le livre tels que l'exogamie ou le totémisme.
Les Routledge ont couvert divers aspects de la culture avec des chapitres sur la vie sociale et politique (où Katherine s'est concentrée sur la position des femmes), l'habillement, la terre et l'agriculture, les troupeaux, la nourriture, la cuisine et la guerre. Les arts et l'artisanat, par exemple les méthodes de construction de huttes, la fabrication de feux, la musique et la poterie, ont également été enregistrés. Les sections religieuses et folkloriques du livre ont consigné les croyances des Kikuyu sur la façon dont ils sont devenus ce qu'ils étaient. 136 photographies et illustrations ont permis d'enregistrer en permanence le peuple Kikuyu et ses coutumes. Quelques membres clés de la tribu Kikuyu sont identifiés comme étant d'une valeur inestimable pour leurs recherches.
La perspective de Scoresby Routledge sur leur travail en Afrique de l'Est dans la préface concluait par une observation que l'étude du Kikuyu pouvait offrir aux Britanniques une compréhension et une réalité vivante de leurs ancêtres saxons, dont les tertres funéraires étaient alors étudiés en Angleterre.

### Île de Pâques (Rapa Nui)

#### Préparatif et voyage

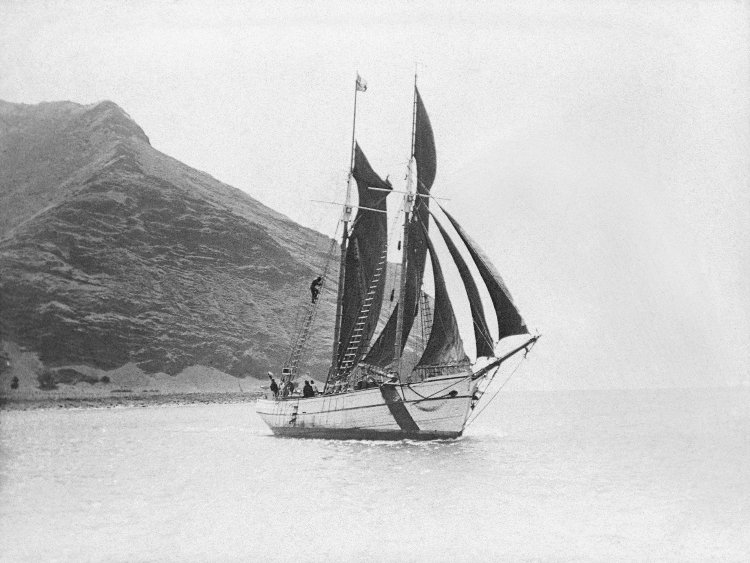
Le Mana à l’île de Pâques.

Après son retour en Angleterre, le couple s'installe à proximité de Southampton et se rapproche de plusieurs personnalités du British Museum comme Thomas Athol Joyce, conservateur. Celui-ci convainc d'abord William Scoresby de l'intérêt d'une expédition sur l'Île de Pâques afin d'élucider le mystère de l'écriture rongorongo. Ce dernier recherche une aventure médiatisée et se laisse convaincre par l'idée d'amener un moaï. Katherine se montre également enthousiaste après avoir découvert la statue Hoa Hakananai'a exposée au British Museum. Le couple est décidé à mener cette expédition et commence à en dessiner les grandes lignes en posant quatre questions :
« Quel est le peuple à l'origine du premier peuplement de l'île ? D'où viennent-ils et de quand date leur arrivée ? Que signifient les statues ? De quelle manière ces statues sont-elles reliées aux habitants de l'île ? »
À l'époque, le public s'intéressait de plus en plus aux statues géantes de l'île, les moaï, et les médias britanniques suivaient leur histoire. En 1914, on ne savait pas comment les statues dominaient le paysage de réserve[pas clair] de l'île isolée du Pacifique, située à 3 510 km à l'ouest du Chili et d'une superficie totale de 164 km2. 
En 1911, malgré l'objection de ses proches, Katherine utilise ses propres fonds pour faire construire une goélette de 90 m. Charles Nicholson, concepteur maritime, prend en charge le projet. Le chantier prend du retard à cause de l'obsession de William pour certains détails. Ils font renforcer l'ensemble de la coque par précaution à la suite du naufrage du Titanic survenu en avril 1912. Enfin, à la fin du mois de mai 1912, le navire est prêt à être mis à l'eau. Ils le baptisent Mana (en polynésien, mana signifie « pouvoir spirituel »), donnant son nom à l'expédition.
Le 17 août, le Mana accoste au port de Buenos Aires et Katherine s'absente en ville pour effectuer différents achats. William profite de cette absence pour organiser une conférence de presse au sein du bateau. Elle le découvre en lisant les gros titres des journaux locaux qui ne mettent en avant que son mari, sans aucune mention de Katherine. Piquée dans sa fierté, elle s'est sentie profondément insultée. Elle confronte son mari à ce sujet et l'accuse des nombreux problèmes au sein de l'équipage, mettant en péril le succès de l'expédition. Dès le mois de mars 1915, William Scoresby presse Katherine de mettre fin à l'expédition et d'effectuer le voyage de retour.

#### Tenue de l'expédition
L'essentiel des fouilles archéologiques et des recherches sont coordonnées par Katherine tandis que William assure le maintien de l'approvisionnement et part fréquemment en mission sur le continent, à Valparaiso. À la suite du déclenchement de la Première Guerre mondiale, la situation s'aggrave et William laisse sa femme seule sur l'île tandis que son navire est maintenu à quai à Valparaiso. William Scoresby et l'équipage du Mana ne reviennent sur l'île qu'après le 15 mars 1915, retenus par les différents conflits ainsi qu'une mission d'espionnage prise en charge par le capitaine du navire. Les informations que fournissent William et son capitaine à la Royal Navy restent méconnues, cependant le navire est fréquemment réquisitionné pour faire part des déplacements allemands qui utilisent l'Île de Pâques comme un point de ravitaillement.
Après plusieurs mois d'attente, le Mana quitte Falmouth le 25 mars 1913. Le voyage ne se déroule pas sans heurt. Après avoir dépassé Gibraltar, William prend des décisions qui déplaisent fortement à l'équipage. Lors de leur escale sur les Îles Canaries, Katherine vérifie la qualité et les dépenses effectuées sur l'approvisionnement en légumes frais. Cette situation attise la colère d'O. G. S. Crawford, le seul scientifique de l'expédition, qui accuse le couple de faire preuve d'« avarice déplorable » et juge que William Scoresby n'est qu'un imposteur. En conséquence, la tension augmente sur le trajet vers le Cap-Vert, malgré les tentatives de médiation de Katherine qui ne veut pas voir le seul scientifique partir. À São Vicente, son mari ordonne à Crawford de quitter le navire.
Ils quittent finalement l'île le 13 août 1915 et rentrent via Pitcairn et San Francisco avant de finalement retrouver Southampton le 25 juin 1916. Cependant, avant cela, l'expédition fait une halte importante à Papeete, à Tahiti, le 16 septembre 1915.

#### Retombées de l'expédition
Les artéfacts récoltés par le couple sont conservés au Pitt Rivers Museum ainsi qu'au British Museum. Le voyage de Mana, qui a finalement parcouru 100 000 milles à la voile, lui a permis de recevoir en 1917 la Challenge Cup du Royal Cruising Club. 
Katherine et William s'accordent sur l'importance de produire une publication et de faire part de l'histoire de l'expédition. Ils fournissent chacun un article illustré. Katherine titre le sien « Recent Culture on Easter Island and Its Relation to Past History » et William titre le sien « Megalithic Remains on Easter Island ». Le couple s'accorde ensuite pour que l'ouvrage principal soit rédigé par Katherine et signé par ses soins. Cependant, la Royal Geographical Society n'a jamais accepté de femme en tant qu'unique rédactrice et annonce que l'ouvrage sera signé par « Mr. and Mrs. Routledge ». Dès cet instant, Katherine se contente de signer « Routledge » dans ses correspondances avec la Society afin qu'ils ne puissent pas déterminer qui de William ou de Katherine leur écrit.

Alors que l'ouvrage est proche de sa publication, la Royal Geographical Society indique que Katherine pourra assister au meeting de présentation présidé par son mari. Contrevenant directement à l'accord prévu entre eux, ainsi qu'avec la Society, William fait part de son mécontentement et de son soutien à l'adresse de Katherine :
« J'apprends de ma femme que j'ai échoué à exprimer clairement mes souhaits lors de notre dernière entrevue. Ce que je voulais que vous compreniez était ceci : 1. Que Mme Routledge s'adressera à la Sociéty sur le sujet de l'île de Pâques et non moi. 2. Que je souhaite prendre la parole pendant 3 à 5 minutes avant qu'elle ne commence son discours et après l'introduction du président. »
En 1919, la première version de The Mystery of Easter Island est publié. Mais après les retours de plusieurs lecteurs, une réédition « plus scientifique » est également annoncée,. Début 1920, le succès force l'éditeur à relancer les impressions. Dès sa première édition, elle présente quelques réponses aux questions initialement posées lors du lancement de l'expédition, donnant lieu au récit de base des origines du peuple Rapa Nui, toujours accepté aujourd'hui.

### Tahiti et la Jamaïque
Dès juillet 1920, Katherine et William décident de retourner dans le Pacifique depuis la Jamaïque. William peut ainsi obtenir les photos et cartes pour prouver sa traversée des monts John Crow. Pour Katherine, l'objectif est d'identifier les liens entre l'Île de Pâques et les îles polynésiennes. Ils obtiennent cette fois encore le soutien de la Royal Geographical Society et prévoient plusieurs destinations : Rapa, Mangareva, Gambier.

## Postérité
Durant le séjour qu'a effectué, jusqu'à sa mort, Katherine au sein d'un établissement psychiatrique, William parvient à retrouver de nombreux documents qu'il transmet à la Royal Geographical Society. Cependant, il faut attendre 1961, soit dix ans après la mort de William Scoresby, pour retrouver d'autres documents dans la villa qu'il avait habitée à Chypre,. En effet, Eve Dray Stewart, la femme de l'archéologue James Stewart et fille de Tom Dray, un ancien partenaire commercial de William, y découvre de nombreuses cartes de l'expédition réalisées par Katherine ainsi que des films négatifs de l'expédition. William Scoresby avait vécu dans cette maison après la mort de sa femme, sans transmettre ces documents qui représentent le travail que Katherine lègue à la postérité.

### Traduction
- (en) Cet article est partiellement ou en totalité issu de l’article de Wikipédia en anglais intitulé « William Scoresby Routledge » (voir la liste des auteurs).